# Trichogrammatoidea annulata
Trichogrammatoidea annulata är en stekelart som beskrevs av De Santis 1972. Trichogrammatoidea annulata ingår i släktet Trichogrammatoidea och familjen hårstrimsteklar. Inga underarter finns listade i Catalogue of Life.